# Antili
Antili su karipsko otočje omeđeno Karipskim morem na jugu i zapadu, Meksičkim zaljevom na sjeverozapadu i Atlantskim oceanom na sjeveru i istoku.
Antilski otoci podijeljeni su u dvije manje skupine: Velike Antile i Male Antile. Veliki Antili uključuju Kajmanske otoke i veće otoke Kubu, Hispaniolu (podijeljenu na Dominikansku Republiku i Haiti) te otoke Navassu, Jamajku i Portoriko. Mali Antili obuhvaćaju sjeverne Zavjetrinske otoke i jugoistočne Privjetrinske otoke, kao i Zavjetrinske Antile sjeverno od Venezuele.
Lukajsko otočje (koje se sastoji od Bahama i otoka Turks i Caicos), iako je dio Zapadne Indije, općenito se ne ubraja među Antilske otoke.
Geografski, Antilski otoci se općenito smatraju podregijom Sjeverne Amerike. Kulturno gledano, Kuba, Dominikanska Republika i Portoriko - a ponekad i cijeli Antili - uključeni su u Latinsku Ameriku, iako neki izvori umjesto toga koriste izraz "Latinska Amerika i Karibi".
Što se tiče geologije, Veliki Antili su uglavnom sastavljeni od kontinentalnih stijena nakupljenih na Sjevernoameričkoj ploči relativnim pomicanjem Karipske ploče. Mali Antili su uglavnom mladi vulkanski otoci nastali subdukcijskom zonom Malih Antila.

## Povijest
Riječ Antili nastala je u razdoblju prije europske kolonizacije Amerike, a Antilija je bila jedna od onih tajanstvenih zemalja koje su se pojavljivale na srednjovjekovnim zemljovidima, ponekad kao otočje, ponekad kao kontinuirano kopno većeg ili manjeg opsega, s promjenom položaja usred oceana između Kanarskih otoka i Indije.
Nakon dolaska ekspedicije Kristofora Kolumba 1492. godine u ono što je kasnije nazvano Zapadna Indija, europske sile shvatile su da raspršena područja čine prostrano otočje u Karipskom moru i Meksičkom zaljevu. Antili su nazivani raznim imenima prije nego što je njihovo današnje ime postalo uobičajeno. Rani španjolski posjetitelji nazivali su ih Privjetrinskim otocima (danas pojam ima užu definiciju). Britanci u 18. stoljeću nazivali su ih i Prednjim otocima. Nakon toga, izraz Antili postao je uobičajen za otočje, a "Antilsko more" postao je uobičajeni alternativni naziv za Karipsko more u raznim europskim jezicima.

## Zemlje i teritoriji po podregijama i otočjima

### Veliki Antili
- Kajmanski Otoci (Ujedinjeno Kraljevstvo)
- Kuba
  - Isla de la Juventud
- Hispaniola
  -  Haiti
  -  Dominikanska Republika
- Jamajka
- Portoriko (Sjedinjene Američke Države)

### Mali Antili

#### Zavjetrinski Antili
Zavjetrinske Antile čine (otprilike od zapada prema istoku):
- ABC-otoci (dio Kraljevine Nizozemske)
  -  Aruba, konstitutivna država Kraljevine Nizozemske
  -  Bonaire, dio Karipske Nizozemske (javno tijelo uže Nizozemske)
  -  Curaçao, konstitutivna država Kraljevine Nizozemske
- Savezni teritoriji Venezuele[a]
  - La Blanquilla
  - La Orchila
  - La Sola
  - La Tortuga
  - Las Aves
  - Los Frailes
  - Los Hermanos
  - Los Monjes
  - Los Roques
  - Los Testigos[b]
  - Patos [c]
- Država Nueva Esparta (Venezuela)
  - Coche
  - Cubagua
  - Margarita

#### Zavjetrinski otoci
Postoje dvije zemlje i jedanaest teritorija u Zavjetrinskim otocima. Od sjeverozapada prema jugoistoku, glavni otoci su:
- Djevičanski otoci
  - Španjolski Djevičanski otoci ( Portoriko)
    -  Culebra
    -  Vieques

  -  Američki Djevičanski Otoci (SAD)
    - St. Thomas
    - St. John
    - Saint Croix
    - Water Island

  -  Britanski Djevičanski Otoci (UK)
    - Jost Van Dyke
    - Tortola
    - Virgin Gorda
    - Anegada
- Angvila (UK)
- Sveti Martin
  -  Zajednica Sveti Martin (Francuska)
  -  Zemlja Sveti Martin (Nizozemska)
- Sveti Bartolomej (Francuska)
- Saba (Nizozemska)
- Sveti Eustahije (Nizozemska)
- Sveti Kristofor i Nevis
  - Sveti Kristofor
  - Nevis
- Antigva i Barbuda
  - Barbuda
  - Antigva
  - Redonda — nenaseljen
- Montserrat (UK)
- Gvadalupa (Francuska)
  - Basse-Terre
  - Grande-Terre
  - La Désirade (zavisnost Gvadeloupe) — doslovno 'željeno', špa. La Deseada[5]
  - Îles des Saintes (zavisnost Gvadeloupe)
  - Marie-Galante (zavisnost Gvadeloupe)

#### Privjetrinski otoci
Postoje četiri države i jedan teritorij u Privjetrinskim otocima. Od sjevera prema jugu, to su:
- Dominika
- Martinik ( Francuska)
- Sveta Lucija
- Sveti Vincent i Grenadini
  - Grenadini
  - Sveti Vincent
- Grenada
  - Carriacou i Petite Martinique

### Ostali otoci
- Barbados
- Trinidad i Tobago
  - Tobago
  - Trinidad